# Святой Гливис Керниу Мученик
Святой Гливис Керниу Мученик (валл. Sant Glywys Cernyw Merthyr; род.и ум. в VI веке) - сын правителя Гвинлуга, Гвинлиу и его жены Гуладисы. Принял мученическую смерть в Мертир Гливисе.
Имя встречается в дополнении к «Plant Brychan», где он назван братом Святого Кадога. Йоло выдает его за святого из Коедкерниу, что в Гвинлуге, на самом деле посвященного «Всем Святым».
Упоминается в Книге Ландава, где его сын Кухейн, передал «Виллу Долины» с тремя модиями Богу и святым Дубрицию и Тейло в руки епископу Гвитлону, суффрагану Тейло, а также отдал Гингуалуса и его потомство в рабство Церкви Лландаффа и ее пастырям навечно, с обычными привилегиями и принадлежностями. 